# Abbazia di La Sauve-Majeure
L'abbazia di La Sauve-Majeure è stata un'abbazia situata a La Sauve, nel dipartimento della Gironda. Le sue rovine rappresentano un interessante esempio di architettura romanica.

## Storia
L'abbazia fu fondata il 28 ottobre 1079 da san Geraldo in una grande foresta (in latino Sylva major) tra la Garonna e la Dordogna donatagli da Guglielmo, conte di Poitiers. Nel 1840 l'abbazia fu dichiarata Monumento storico di Francia e nel 1914 furono posti sotto tutela anche alcuni terreni circostanti sui quali sorgevano delle rovine. Dal 12 aprile 1929 anche le rovine esterne ebbero la classificazione di monumento storico. Infine, il 9 aprile 2002, anche i terreni rimasti dopo il decreto del 1929 furono dichiarati monumento storico. Inoltre, dal 1998, l'abbazia è stata inscritta nella lista dei Patrimoni dell'umanità dell'UNESCO in quanto meta intermedia della Via Turonensis, uno dei percorsi per San Giacomo di Compostella in Francia.